# Mezquita de Djingareyber

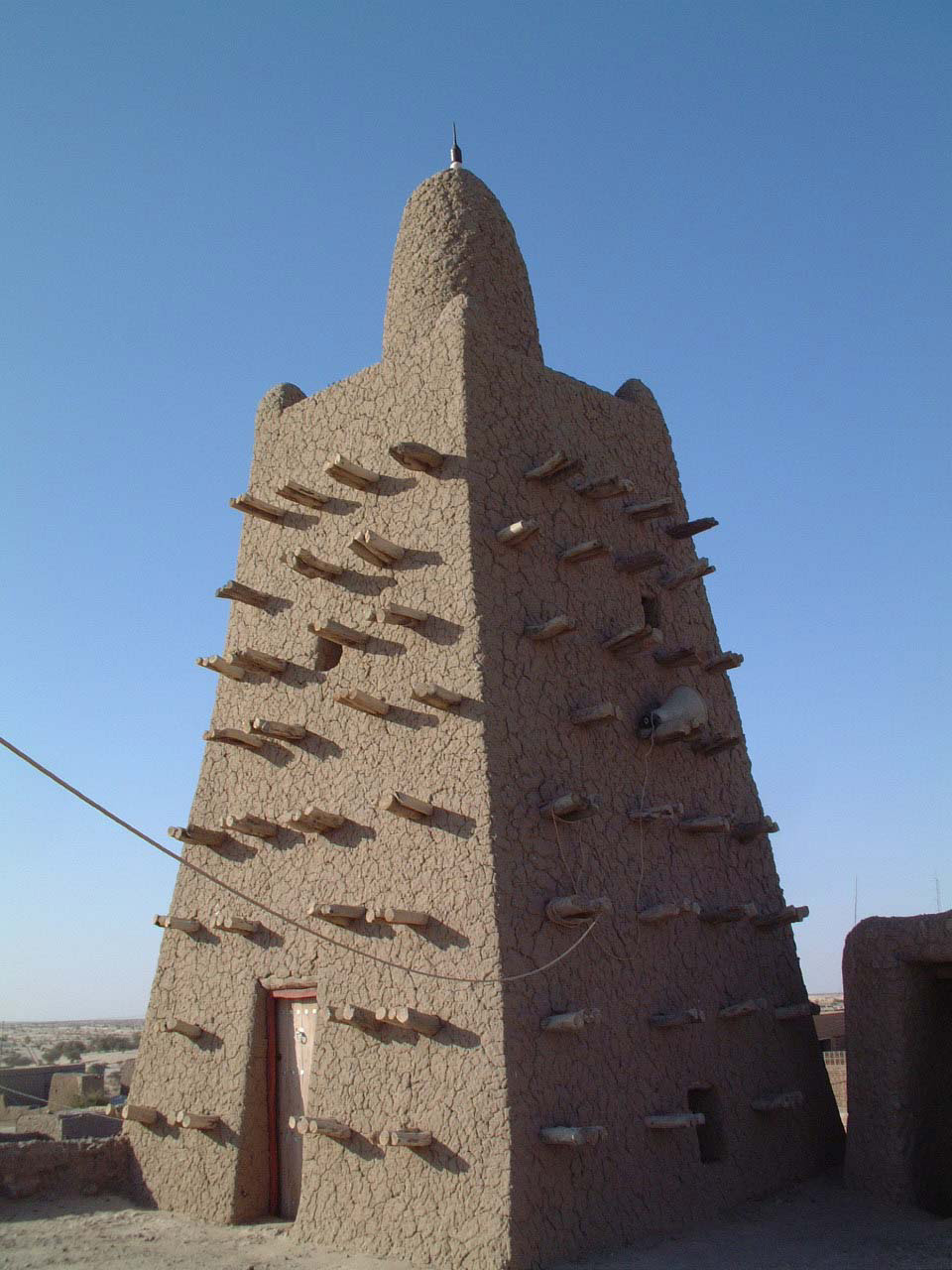
La torre central de la mezquita.

La Mezquita de Djingareyber o Djinguereber (Masjid) de Tombuctú es un famoso centro de aprendizaje de Malí, construido en 1327. Su diseño se atribuye al arquitecto granadino Abu Haq Es Saheli a quien se le pagaron 200 kg (40.000 mithqals) de oro por el Mansa (emperador de Malí) Musa.
A excepción de una pequeña parte de la fachada norte, que está hecha de piedra caliza, la Mezquita de Djingareyber está hecha de tierra y materiales orgánicos tales como fibras, paja y madera. Tiene tres tribunas interiores, veinticinco hileras de pilares alineados en dirección este-oeste, un espacio para la oración con cabida para 2.000 personas y dos minaretes.
Djinguereber es una de las tres madrazas que componen la Universidad de Sankore. Fue inscrita en la lista del Patrimonio de la Humanidad por la Unesco en 1988, junto a la mezquita Sidi Yahya y a la mezquita de Sankore. En 1990 se consideró en peligro debido a las tormentas de arena, por esta razón se está llevando a cabo un proyecto para la restauración y rehabilitación de la mezquita que se inició en junio de 2006, financiado por el Aga Khan Trust for Culture, por medio del Programa de Apoyo a Ciudades Históricas.